# Étienne-Gabriel Morelly
Œuvres principales
- Basiliade du célèbre Pilpai (1753)
- Code de la nature (1755)

Étienne-Gabriel Morelly, né vers 1717 et mort peut-être en 1778, est un philosophe français méconnu, qui s'inscrit dans le mouvement des Lumières. Son ouvrage principal, le Code de la nature repose sur le postulat que l'homme est naturellement bon, et que tous ses maux proviennent de la notion de propriété.

## Biographie
La vie de Morelly est très mal connue : aucun des documents habituels d'état-civil, ni aucun manuscrit n'a été retrouvé. Il a même été avancé qu'il y aurait eu deux Morelly philosophes, le père et le fils. Les recherches de Coë et de Wagner sont restées infructueuses face aux sources contradictoires, mais Guy Antonetti pense avoir levé une grande partie du mystère et a reconstitué l'arbre généalogique de la famille.
Le grand-père d'Étienne-Gabriel Morelly, prénommé Jean-Jacques, est né en 1659 à L'Isle-sur-Sorgue. Il est tabellion, puis contrôleur au grenier à sel d'Avignon. Son père, Gabriel, probablement né en 1687, est employé dans les fermes du roi puis dans le service des vivres des armées. Il décède en 1764 à Vitry-le-François. Étienne-Gabriel est probablement né en 1717 à Paris, paroisse Saint-Gervais, et non à Vitry-le-François comme l'indiquent tous ses biographes — il n'y a pas d'acte de naissance au nom de Morelly entre la fin du XVIIe siècle et 1722. Par contre, il est arrivé dans cette ville dans sa toute prime enfance.
Étienne-Gabriel Morelly ne vit plus à Vitry-le-François en 1764, à la mort de son père, mais y vit encore en 1743 à la mort de sa mère. C'est à cette période qu'il rencontre son premier protecteur, Armand de Rohan-Soubise, qui vient d'être nommé évêque coadjuteur de Strasbourg, à qui il dédie son Essai sur le cœur humain. Par l'intermédiaire de son père, le jeune Morelly fait la connaissance d'Helvétius, alors fermier général chargé d'inspections dans la région, ainsi que de Dumarsais, qui l'accompagnait dans ses tournées. Ceux-ci l'introduisent auprès de Fontenelle.
Il s'installe à Paris entre 1743 et 1745. Jusqu'en 1748, ses œuvres sont celles d'un jeune moraliste traitant surtout des sujets d'éducation, dédiant Physique de la beauté à une membre de la famille Conti, qui n'est pas encore brouillée avec Madame de Pompadour. Vers 1748-1749, il devient un écrivain politique, fidèle à la monarchie, opposé à l'Autriche, au clergé, mais toujours fidèle à Madame de Pompadour. C'est ce qui ressort du Prince des délices, qui paraît en 1751. Puis il change d'attitude : l'auteur de La Basiliade et du Code de la nature, visiblement déçu par le gouvernement de Louis XV, se fait le porte- parole de l'opposition à la Cour des Parlements et des princes — en particulier Louis-François de Bourbon-Conti — après le renversement d'alliance au profit de l'Autriche et au détriment de la Prusse,.
Souvent absent de France, Morelly a peut-être été employé comme courrier diplomatique par le prince de Conti, chargé du Secret du roi, en lien plus ou moins occulte en particulier avec l'ambassadeur en Pologne Louis-Adrien Duperron de Castera, également précepteur du prince Adam Kazimierz Czartoryski. « Ceci pourrait expliquer qu'il ait traversé comme une ombre la société de son temps,. »
Cette lecture de Morelly comme plume et agent du prince de Conti, faite par Antonetti, s'oppose à celle de Coë. Pour ce dernier Morelly aurait séjourné à la Cour de Frédéric II de Prusse, ce qui lui aurait inspiré « le dégoût de tout ce dont il était le symbole. » Toujours selon Coë, c'est ainsi que, dès 1752, il découvre sa vocation réelle et, dans la Basiliade, prêche le socialisme, non plus dans les termes d'un sycophante cherchant à plaire à son mécène, mais avec toute la ferveur du prosélyte nouvellement converti. L'ouvrage ne connaît aucun succès. Plus tard, le Code de la nature est reçu avec le même silence indifférent, rompu seulement par les quelques sarcasmes de critiques scandalisés.
On perd la trace de Morelly après 1755, date de la parution des Lettres de Louis XIV. Peut-être vit-il jusqu'en 1778, date de publication de L'Hymen vengé, mais sa paternité de l’œuvre est remise en cause.

## Œuvres principales

### Basiliade du célèbre Pilpai
Naufrage des iles flottantes, ou Basiliade du célèbre Pilpai, Poème héroïque, traduit de l'indien par M. M*****, paraît en 1753. Trois éditions sont connues, dont deux sont sans doute des contrefaçons. Malgré une forme désastreuse — six cents pages de prose quasi poétique — l'ouvrage qui connaît un succès éphémère se trouve toujours en circulation cinq ans plus tard et fait l'objet d'une traduction anglaise.
La Basiliade raconte comment Zeinzemin, le roi d'un peuple innocent et heureux, enlevé par des envahisseurs européens, revient chez lui après avoir mesuré la turpitude des civilisations propriétaires qui fleurissent dans les Îles Flottantes, c'est-à-dire l'Europe. Dans ce texte, « roman utopique décrivant une société basée sur l'amour du prochain, l'égalité entre tous et la bienfaisance mutuelle de ses membres », Morelly, contrairement à ses prédécesseurs en Utopie, défend l'idée que la communauté de biens est la matrice de l'organisation sociale, et la propriété privée, son détournement. « L'auteur oppose la sociabilité, la moralité collective et l'affection universelle qui émanent spontanément d'une organisation communautaire à l'hypocrisie morale et religieuse, à l'aliénation des êtres, à une structure sociale absurde et barbare. »
Un compte-rendu paraît en novembre 1743 dans La Nouvelle bigarrure : « Le but de cette prétendue traduction est de montrer quel serait l'état heureux d'une société formée selon les principes de la loi naturelle, et de faire sentir les méprises de la plupart des législateurs qui ont voulu réformer le genre humain. L'auteur a bâti un système impraticable de morale et de politique. » Un autre article, paru dans la Bibliothèque impartiale, paraît suffisamment important à Morelly pour qu'il consacre les premières pages du Code de la nature à le réfuter point par point.
Pour Abdelaziz Labib, la Basiliade, « utopie typiquement amoureuse et féministe », décrit la constitution d'une république égalitaire. Son peuple vit sans contrainte politique ou domination religieuse. Son roi n'est que l'âme du peuple et ne renvoie à aucune réalité contingente ou personnifiée. Pacifiste et anticolonialiste, la Basiliade dépouille l'univers de toute relation de crainte, d'étrangeté et de violence.
Selon l'analyse de Nadia Minerva, Morelly se range dans une forme littéraire dont il respecte la forme et le contenu — manuscrit, voyage imaginaire, naufrage —, mais en fait un usage désinvolte et quelque peu désacralisant : ce n'est plus le représentant de notre civilisation qui part à la découverte d'Utopie, c'est l'utopien qui en sort et nous observe de son regard révélateur. Quant au cadre fabuleux, dépassant les impératifs structurels du genre, il contamine le contenu spéculatif. Ainsi l'organisation socio-politique de la société utopique n'est nullement détaillée. Il s'agit là d'une conception providentielle de l'histoire : les problèmes sont miraculeusement résolus aussitôt que posés, la réponse fantastique déforme le fond même des questions en assignant aux problèmes une solution qui les dissout.
Morelly ressent l'urgence d'extraire « la vérité de spéculation » de son utopie : ce sera le Code de la nature.

### Code de la nature

#### Historique
Lors de sa publication, ce texte — le plus célèbre des ouvrages de Morelly —, daté de 1755 mais  paru en 1754, , est attribué à La Baumelle, à François-Vincent Toussaint ou à  Diderot. Cette paternité est reprise par Babeuf, jusqu'à ce qu'elle soit réfutée par Barbier en 1805. L'ouvrage fait l'objet de plusieurs rééditions jusqu'en 1773, malgré sa mise à l'Index par le pape Clément XIII en janvier 1761.

#### Contenu
Le Code de la nature est structuré en quatre parties :
- Défauts des principes généraux de la politique et de la morale. Morelly définit sa conception de la nature humaine, fondée sur l'égalité, l'amour de soi et la dépendance qui l'oblige à collaborer avec ses semblables[33]. Pour lui, l'homme est bon. Il récuse donc le présupposé de départ des moralistes — la méchanceté foncière de l'homme. Pour lui, ce présupposé provient de leur aveuglement quant aux effets dévastateurs de ce qu'il considère comme la cause majeure, voire unique, des maux de l'humanité : la notion de propriété[34].

« Je crois qu'on ne contestera pas l'évidence de cette proposition que là où il n'existerait aucune propriété, il ne peut exister aucune de ses pernicieuses conséquences. (ed. Roza, 2011, p. 58) »

- Défauts particuliers de la politique. À partir de l'exemple de « peuples de l'Amérique » est esquissée l'histoire fictive, mais possible, d'un progrès historique sans violence sociale, car sans partage « de ce qui ne devait point l'être. »[35]

« Les hommes naissent dans une mutuelle dépendance qui les fait tour à tour commander et servir, c'est-à-dire êtres secourus et secourir ; mais dans cette signification, et selon le véritable droit de la nature, il n'y a et ne doit y avoir ni maître ni esclave. (ed. Roza, 2011, p. 97) »

- Défauts particuliers de la morale vulgaire. Dans cette partie polémique, Morelly dénonce les maximes du Droit civil et du Droit des gens, la déchéance de l'esprit originel du christianisme qui rapprochait les hommes des lois naturelles, et le sacrifice de l'intérêt général à l'intérêt du seul souverain[36].

« J'ai fait des efforts pour trouver la solution du problème que je propose dès le commencement de cet ouvrage. C'est, je le répète, de trouver une situation dans laquelle l'homme soit aussi heureux et aussi bienfaisant qu'il peut l'être en cette vie. Qu'il étende ou non ses espérances au-delà de son état présent, il faut rendre sa bonté morale indépendante de tout espoir futur, et qu'elle soit le motif et l'objet de son bonheur présent.  (ed. Roza, 2011, p. 144) »

- Modèle de législation conforme aux intentions de la nature. Ce code législatif marque une rupture avec la fiction utopique, qui laisse la société idéale dans l'imaginaire[37]. Sont définies des « Lois fondamentales et sacrées », des lois distributives ou économiques, des lois de police, des lois de la forme et de l'administration du gouvernement, des lois conjugales, des lois d'éducation et des lois pénales.- Trois lois sacrées sont mises en exergue : la première abolit la propriété privée, la seconde proclame le droit de vivre et le droit au travail, la troisième établit un système de coopération, avec l'obligation pour le citoyen de prendre part aux efforts collectifs « en fonction de ses forces, de ses talents, de son âge »[38].- Un système d'éducation collective unit étroitement les apprentissages du travail intellectuel et du travail manuel. Le mariage est obligatoire, mais le divorce possible[39].

#### Réception
Morelly a la malchance de publier son ouvrage en 1755, à peu près en même temps que paraît le Discours sur l'origine et les fondements de l'inégalité parmi les hommes de Rousseau, qui l'éclipse par son retentissement extraordinaire.
Le premier compte-rendu, relativement favorable, parait dans la Bibliothèque des sciences, et des beaux arts d'octobre-1754 : « Quoi qu'en qualité de Législateur il élève quelquefois le ton, c'est un Philosophe d'une humilité exemplaire. »
Puis les critiques s'accumulent. Raynal, dans les Nouvelles littéraires de janvier 1755, remet en cause l'hypothèse fondamentale du livre : « Depuis Platon jusqu'à M. de la Baumelle [Morelly], nous avons eu je ne sais combien de faiseurs de républiques de spéculation ; mais ces législateurs ont presque toujours supposé les hommes comme ils ne sont pas. »
Grimm, dans sa Correspondance littéraire de février 1755 assassine l'auteur : « Il n'y a ni principes, ni lumière dans ce livre. »
Fréron, dans son Année littéraire écrit, en avril 1755 : « Quelques traits lancés avec autant d'injustice que de fureur contre les Ecclésiastiques et les Moines, des expressions hardies ou singulières, le titre même du livre, lui ont procuré une espèce de vogue, uniquement fondée sur la malignité ou la sottise d'un certain ordre de lecteurs. Un peuple qui serait gouverné selon ces principes ne ressemblerait pas mal à un théâtre de marionnettes. Le style de l'auteur n'est pas plus capable de faire illusion que le fond de l'ouvrage. Vous le trouverez dur, sec, froid, plat. Je ne parle ni des contradictions grossières et multipliées que l'on rencontre à peu de distance les unes des autres, ni de la confusion générale qui règne dans la distribution des matières. Ce grand Philosophe qui veut mettre de l'ordre dans une République ne sait pas en mettre dans ses idées. »
Quant à La Harpe, il qualifie la communauté de biens et de travaux de « folle hypothèse d'un cerveau malade. »

#### Analyses
Pour Coë, « Quelques sept ans avant le Contrat social de Jean-Jacques Rousseau, Morelly réussit à présenter une image claire d'une « démocratie totale » qui soit à la fois économique et politique, conçue pour donner à tous ses membres le maximum de sécurité, et en même temps pour éviter les dangers de dégénération inhérents à toute république élective. La
critique la plus évidente qui doive lui être adressée est que Morelly ne donne aucune indication concernant les moyens par lesquels cette société idéale pourrait s'établir. »
Selon le fouriériste Villegardelle, « il doit être facile à ceux qui ont eu connaissance des théories sociales de Saint-Simon et de Charles Fourier de noter les rapports qui existent entre elles et le système de Morelly. Et, d’abord, on voit très bien que les trois réformistes sont d’accord sur deux points essentiels : 1° la possession en commun du fonds, des immeubles et des instruments de travail ; 2° la communauté d’éducation. Mais Morelly n’admet pas la répartition selon la capacité et les œuvres comme l’école saint-simonienne, encore moins selon le capital, comme l’école phalanstérienne, mais il veut l’usage commun des productions aussi bien que des immeubles. Il n’y a donc pas, dans la cité Morellyste, de catégories, de classes, de distinctions. »
Jacques Droz considère que « son utopie rationnelle et moralisante fige l'histoire. La conception du progrès chez Morelly est avant tout morale. Pour parvenir à l'âge d'or, il faut rétablir dans le coeur de l'homme des sentiments de « probité naturelle ». Morelly est l'un des premiers défenseurs de la « démocratie totale » : il ne recherche pas seulement l'abolition des privilèges, mais l'abolition de toutes les distinctions sociales, y compris celles de la richesse et du talent, et même de l'autorité déléguée : l'élection est bannie. Sa conception de l'égalité représente une première tentative pour formuler le dogme essentiel des systèmes socialistes du XIXe siècle : que chacun contribue selon sa capacité, que chacun reçoive selon ses besoins. »
Benoît Hepner relit Morelly à la lumière d'événements postérieurs : « Philosophe de la Nature comme Jean-Jacques, il nous mène dans le havre d'un communisme tyrannique qui ne nous laisse nulle illusion sur l'impasse dans laquelle débouche cet esprit raisonneur et passionné. »
En synthèse, selon Nicolas Wagner, le Code de la nature est un de nos grands pamphlets politiques. « Livre bâclé, improvisé, furibond, c'est un entassement de fragments bien venus et bien écrits. L'ensemble est grandiose et grotesque, souverainement inclassable. »

## Œuvres mineures

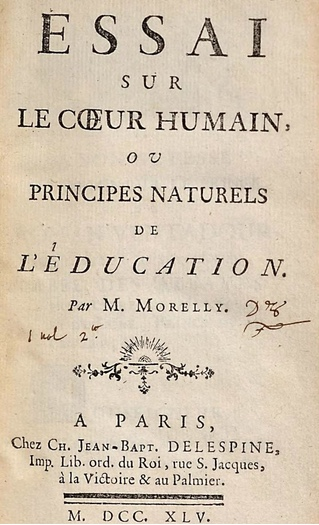

- L'Essai sur l'esprit humain ou principes naturels de l'éducation, écrit en grande partie en 1741, publié entre le 15 mars et le 18 mai 1743[52], est un « traité de pédagogie libérale[53] » Villegardelle résume sa « substance » en retenant deux de ses propositions[54] : « Les inclinations de l’intelligence peuvent se réduire à deux ; savoir : le désir de connaître et l’amour de l’ordre ; il faut rapporter à ces deux fins jusqu’aux divertissements des enfants. » et « Il suffit de présenter à l’âme les objets dans l’ordre qu’elle suit ordinairement, sans lui faire apercevoir qu’elle y doit faire attention. » L'ouvrage fait l'objet d'un compte-rendu élogieux et très détaillé de l'abbé Desfontaines dans ses Observations sur les écrits modernes[55] : « Son but est de conformer l'éducation à la nature. [Sur l'imagination] les deux premiers chapitres sont un peu abstraits, mais il y règne un esprit philosophique qui sait donner corps aux idées. Le troisième chapitre est encore fort bon. Sur les quatrième et cinquième chapitre, je ne suis point du sentiment de l'auteur. Le sixième chapitre a un air sensé. L'objet de la seconde partie est la mémoire. L'auteur ne confond-il point   la mémoire machinale et la mémoire intellectuelle ? Sur la troisième partie, où il s'agit du jugement. M. M. me pardonnera si je pense autrement sur un article si important. [Ce livre] m'a semblé la production d'un homme qui a des idées fort éloignées des idées triviales et très au-dessus des lumières communes. » Un résumé détaillé de l'ouvrage paraît également dans le Mercure de France de juin 1743, lui reconnaissant un « mérite réel[56]. »
- L'Essai sur le cœur humain, ou principes naturels de l'éducation, sans doute composé à la même période que le précédent, ne paraît qu'en 1745 et inaugure une longue série d'échecs[57]. C'est un « traité de morale[58] » que Villegardelle résume ainsi : « Le lecteur a dû remarquer ce mot profond : l’homme n’est sensible que par ce qu’il peut être heureux ; et il n’est raisonnable que parce qu’il est sensible. C’est le premier jet lumineux d’une idée qui prit son développement complet dans le Code de la Nature. La raison n’est pas faite pour contrarier en nous les penchants qui nous portent à former un vœu très légitime, celui d’être heureux[48]. »Serge Baudiffier considère l'Essai sur le cœur humain et l'Essai sur l'esprit humain comme un programme philosophique et pédagogique unique[59]. Celui-ci est encore plus sensualiste que John Locke, qui l'inspire. « Son sensualisme est un humanisme, avec sa confiance dans la nature humaine et son aspiration au bonheur terrestre. Cependant Morelly a tendance à avancer plus loin que ses modèles anglais et à consommer, par la radicalisation de sa réflexion, la rupture avec l'ordre social établi et avec ses fondements métaphysiques et religieux[60]. »
- Physique de la beauté, « traité d'esthétique d'un classicisme étroit[61] », « livre mal venu[62] » paru en 1748, passe inaperçu et ne fait l'objet d'aucun compte-rendu[63].

- Le Prince, les délices des cœurs, ou Traité des qualités d'un grand roi et système général d'un sage gouvernement, publié en 1751, est à nouveau un échec. L'ouvrage ne s'attire qu'un compte-rendu peu flatteur dans une revue des Pays-Bas[63].« Morelly a voulu refaire un Louis XIV à sa guise, mais il n'a pas pour autant remis en cause les principes essentiels du pouvoir ludovicien. S'il ne renie pas les revendications des libéraux, il tente de sauver le principe monarchique dans ce qu'il a d'essentiel : la puissance au-dessus de toute puissance »[64].
- Les Lettres de Louis XIV aux princes de l'Europe, « pur travail de mercenaire qui montre, à défaut d'autres choses, que Morelly dut se trouver dans la gêne entre 1749 et 1751 » sont écrites en 1751 et paraissent au début de 1755 avec un assez fort tirage[30]. La Bibliothèque des Sciences et des Beaux-Arts[65] considère que l'ouvrage aurait dû être réduit à un seul volume, et s'étonne parfois du contenu : « N'est-il pas singulier de voir Louis XIV prêcher le Tolérantisme ? »
- L'Hymen vengé, paru en 1778, est attribué à Morelly car deux courts passages en vers sont des versions retouchées en mauvais alexandrins de passages de la Basiliade. Il n'apporte pas la preuve que Morelly vivait encore à la date de parution et « n'ayant aucune valeur peut être oublié sans inconvénient[66]. » Wagner considère l'ouvrage « qui n'est pas médiocre », comme apocryphe[67].

## Influence
L'influence de Morelly, penseur isolé, méconnu des Lumières, est faible.
Il inspire la Conjuration des Égaux menée par Babeuf. Même s'il confond Morelly avec Diderot, celui-ci voit en l'auteur du Code de la nature « le plus déterminé, le plus intrépide, j'ai presque dit le plus fougueux athlète du système. »
Proudhon s'inspire largement de Morelly, non seulement dans son collectivisme, mais peut-être également dans son antiparlementarisme. Les idées d'Étienne Cabet et de Théodore Dézamy sont influencées par le Code de la nature.
Morelly a quelque succès en U.R.S.S. Le Code de la Nature y parait en 1923 puis en 1947. Pour son éditeur, Morelly est le représentant de l'intelligentsia obscure issue de la petite bourgeoisie urbaine du XVIIIe siècle. Mais « les anticipations les plus frappantes de Morelly ne sont pas précisément celles dont font état les travaux d'un savant soviétique ».
À la suite de Lichtenberger et d'Édouard Dolléans, Jacques Droz considère que Morelly « mérite d'être placé au premier rang de l'histoire des origines de la pensée socialiste », tandis qu'Alfred Sudre le critique dans son Histoire du communisme ou Réfutation historique des utopies socialistes, de même que Gilbert Chinard.

## Publications
- Essai sur l'esprit humain, ou Principes naturels de l'éducation, Paris, C.-J.-B. Delespine, 1743 (lire en ligne)
- Essai sur le cœur humain, ou Principes naturels de l'éducation, Paris, C.-J.-B. Delespine, 1745 (lire en ligne)
- Physique de la beauté, ou Pouvoir naturel de ses charmes, Amsterdam, Aux dépens de la compagnie, 1748 (lire en ligne)Réédition : Lille-Parîs, éditions Laborintus,  2017, préface de Simone Mazauric,  (ISBN 979-10-94464-16-8)
- Mr M***, Le Prince, les délices des cœurs, ou Traité des qualités d'un grand roi et système général d'un sage gouvernement, Amsterdam, 2 vol., 1751 (lire en ligne)
- Mr M******, Naufrage des iles flottantes, ou Basiliade du célèbre Pilpai, Poème héroïque, traduit de l'indien, Messine, par une société de libraires., 1753, 2 vol. Lire en ligne : Tome I. Tome II.
- Code de la nature, ou Le véritable esprit de ses lois de tout temps négligé ou méconnu, Partout, chez le vrai sage, 1755 (lire en ligne)- Réédition chez Masgana, 1841, augmentées des fragments importants de La Basilisade, avec une Analyse raisonnée du Système social de Morelly par Villegardelle. Lire sur Gallica. Lire l'analyse sur Wikisource- Édition critique par Stéphanie Roza,  Montreuil : la Ville brûle, 2011.  (ISBN 978-2-36012-014-7)[74]
- Lettres de Louis XIV aux princes de l'Europe, à ses généraux, ses ministres, etc., recueillies par Mr. Rose, secrétaire du cabinet ; avec des remarques historiques, par M. Morelly, Edimbourg, Hamilton, Balfour et Neill, 1755 (lire en ligne)
- L'Hymen vengé en cinq chants, suivi de la traduction libre en vers françois de Médée, tragédie de Sénèque, et de quelques pièces fugitives, par M***, Londres, Paris, 1778[75]

### Ouvrage
- Nicolas Wagner, Morelly, le méconnu des Lumières, Klincksieck, 1978 (ISBN 978-2-25202-078-4)

### Thèse
- Sylvie Courtine-Sinave, Morelly, auteur du Code de la Nature : philosophe-utopiste, libre penseur, homme subversif ?, Université de Sherbrooke, 1983 (lire en ligne)

### Articles
- Guy Antonetti, « Étienne-Gabriel Morelly : l'homme et sa famille », Revue d'Histoire littéraire de la France, no 3,‎ 1983 (lire en ligne)
- Guy Antonetti, « Étienne-Gabriel Morelly : l'écrivain et ses protecteurs », Revue d'Histoire littéraire de la France, no 1,‎ 1984 (lire en ligne)
- Serge Baudiffier, « Morelly pédagogue », Dix-Huitième Siècle, no 14,‎ 1982 (lire en ligne)
- R. N. C. Coë, « À la recherche de Morelly: Étude bibliographique et biographique », Revue d'Histoire littéraire de la France, no 3,‎ 1957 (lire en ligne)
- R. N. C. Coë, « A la Recherche de Morelly: Etude bibliographique et biographique (suite et fin) », Revue d'Histoire littéraire de la France, no 4,‎ 1957 (lire en ligne)
- R. N. C. Coë, « La Théorie morellienne et la Pratique babouviste », Annales historiques de la Révolution française, no 150,‎ 1958 (lire en ligne)
- Daniel Droixhe, « "Voici un livre qu'on dit imprimé à Liège": le Code de la nature de Morelly », Revue d'Histoire littéraire de la France, no 5,‎ 1996 (lire en ligne)
- Benoit P. Hepner, « Morelly ou aux sources du totalitarisme : à propos d'une réédition du Code de la Nature », Revue d'histoire économique et sociale, vol. 30, no 1,‎ 1952 (lire en ligne)
- Abdelaziz Labib, « La Basiliade : une utopie orientale ? », Dix-Huitième Siècle, no 23,‎ 1991 (lire en ligne)
- Nadia Minerva, « De l'utopie littéraire à l'utopisme réformateur : La Basiliade et le Code de la nature de Morelly », Francofonia, no 18,‎ 1990 (lire en ligne)
- Stéphanie Roza, Préface à la réédition du Code de la nature, Montreuil, La ville brûle, 2011
- Stéphanie Roza, « Comment l’utopie est devenue un programme politique : Morelly, Mably, Babeuf, un débat avec Rousseau », Annales historiques de la Révolution française, no 378,‎ 2013, p. 111–118 (ISSN 0003-4436, lire en ligne)
- Stéphanie Roza, « Utopie, démocratie totale et souveraineté populaire : du Code de la Nature de Morelly à la Conjuration des Égaux (1755-1797) », Tumultes, no 49,‎ 2017 (lire en ligne)
- François Villegardelle, « Analyse raisonnée du Système social de Morelly », dans Morelly, Code de la nature, Paris, Masgana, 1841 (lire en ligne)
- Nicolas Wagner, « État actuel de nos connaissances sur Morelly. Biographie, accueil et fortune de l'œuvre », Dix-Huitième Siècle, no 10,‎ 1978 (lire en ligne)
- Nicolas Wagner, « Morelly - Dom Deschamps : divergences, convergences », Revue d'Histoire littéraire de la France, no 4,‎ 1978 (lire en ligne)